# Anticlea multiferata

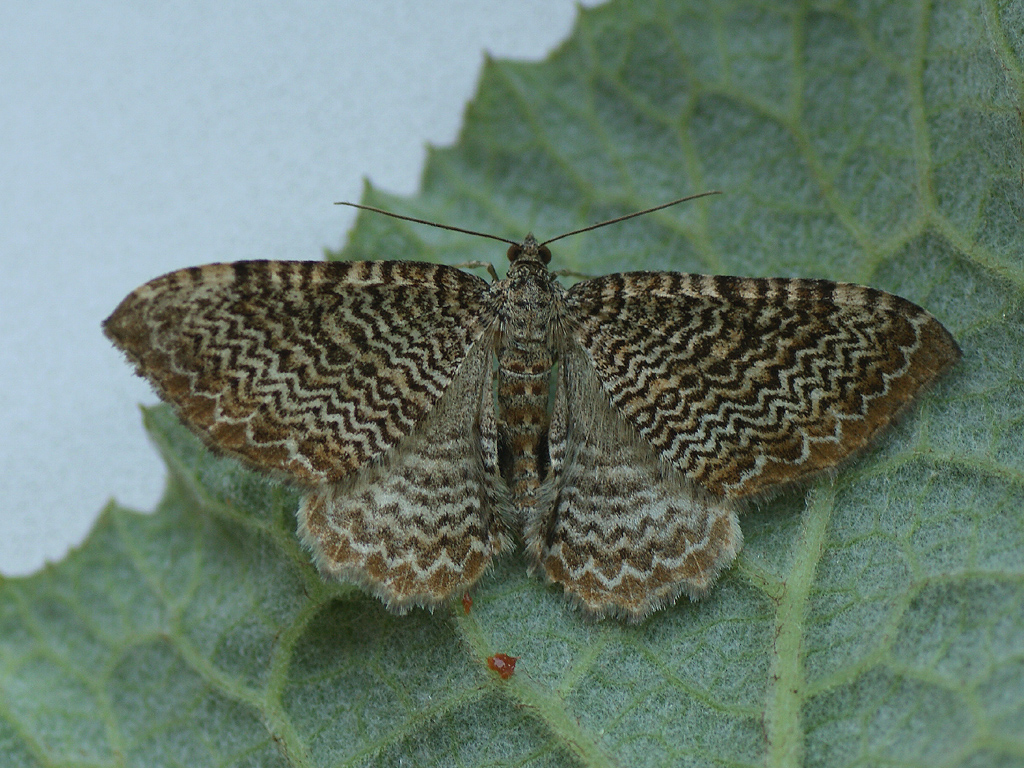
Wellenspanner (zum Vergleich)

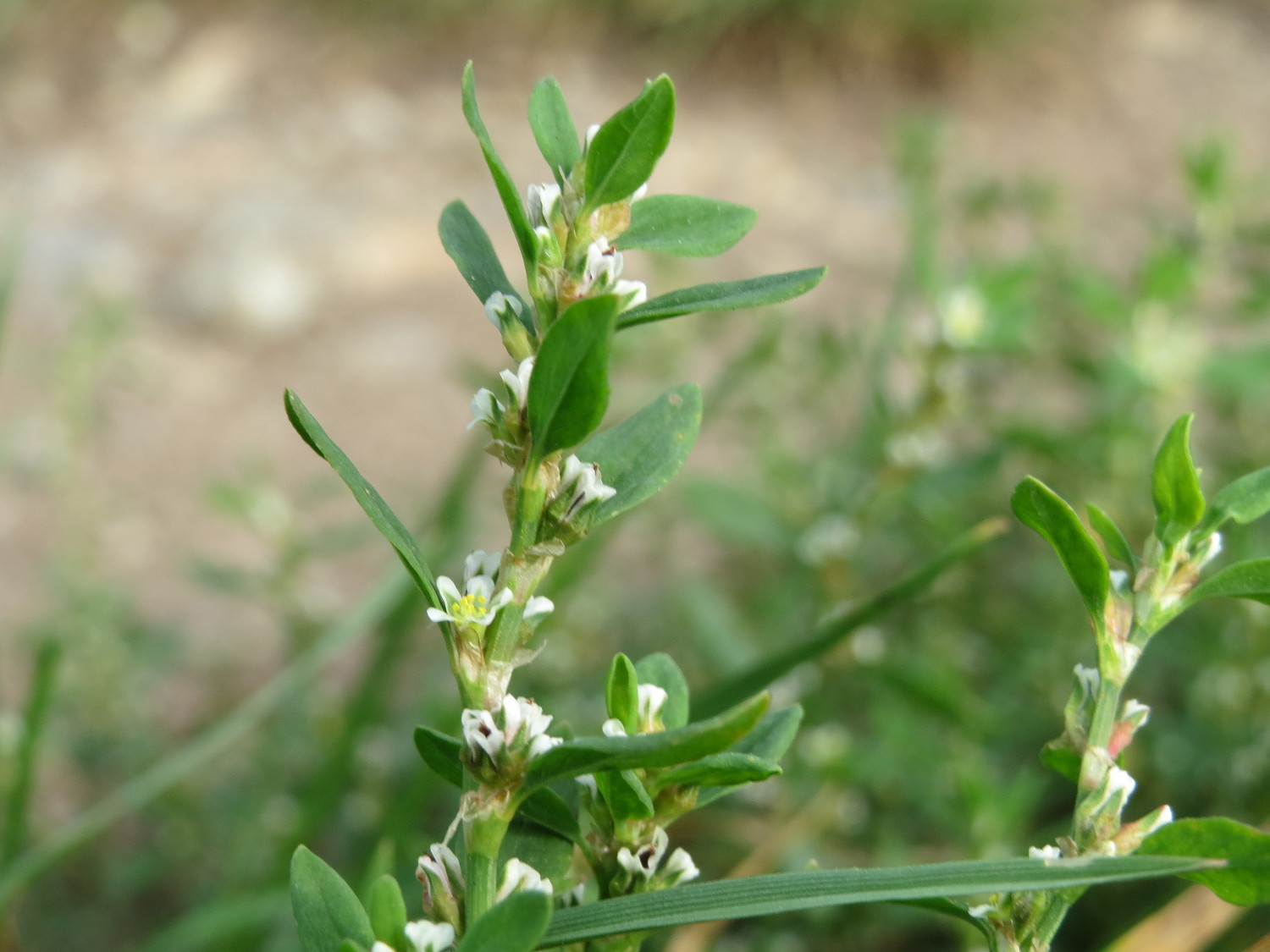
Vogelknöterich, eine Nahrungspflanze der Raupen

Anticlea multiferata ist ein in Nordamerika vorkommender Schmetterling (Nachtfalter) aus der Familie der Spanner (Geometridae).

## Merkmale

### Falter
Die Falter erreichen eine Flügelspannweite von 19 bis zu 25 Millimetern. Farblich unterscheiden sich die Geschlechter nicht. Die Grundfarbe der Vorderflügeloberseite variiert von dunkelbraun bis hin zu rötlich braun. Arttypisch sind sehr viele, nahezu gerade oder schwach gebogene, hellbraune sowie einige gelbliche Querlinien auf der Vorderflügeloberseite, die sich auf den Hinterflügeln nicht fortsetzen. Im Apex hebt sich ein kurzer gelblicher Teilungsstrich ab. Die Hinterflügeloberseite ist nahezu zeichnungslos hellbraun. Zuweilen sind im Saumbereich einige schwache Querlinien zu erkennen.

### Raupe
Ausgewachsene Raupen sind gelbgrün bis dunkelgrün gefärbt und haben eine breite dunkelbraune bis rotbraune Rückenlinie, die in der hinteren Körperregion zuweilen unterbrochen ist. Die gelbliche Kopfkapsel zeigt zwei dunkelbraune Längsstreifen.

### Ähnliche Arten
Beim Wellenspanner (Hydria undulata) sind die vielen Querlinien auf den Flügeloberseiten nicht gerade, sondern stark gewellt und setzen sich auch auf den Hinterflügeln fort.

## Verbreitung und Vorkommen
Anticlea multiferata kommt in Nordamerika verbreitet vor und wurde auch in Alaska und dem arktischen Kanada gefunden. Die Art bevorzugt bewaldetes, bergiges Gelände sowie Ufer- und Flussmündungsgebiete.

## Lebensweise
Die Falter sind nachtaktiv. Sie fliegen in den südlichen Vorkommensgebieten im April und Mai, im Norden schwerpunktmäßig zwischen Mai und Juli. Nachts besuchen sie künstliche Lichtquellen. Hauptnahrung der Raupen sind die Blätter von Vogelknöterich (Polygonum aviculare). Außerdem werden Weidenröschenarten (Epilobium), namentlich Schmalblättriges Weidenröschen (Epilobium angustifolium), als Nahrung angenommen. Details zur Lebensweise der Art müssen noch erforscht werden.